# Sibiciu de Jos
Sibiciu de Jos – wieś w Rumunii, w okręgu Buzău, w gminie Pănătău. W 2011 roku liczyła 573 mieszkańców.